# 5e régiment polonais d'infanterie
[réf. nécessaire]
Le 5e régiment polonais d'infanterie est un régiment qui a été créé en France[Quand ?], il comptait trois bataillons pour un total de 15 580 soldats, à partir d'engagements volontaires. 70 à 80 % des effectifs, sont issus de l'immigration en France, Belgique (0,4 %), Pologne et Ukraine (0,7 %).